# Jonas Aistis

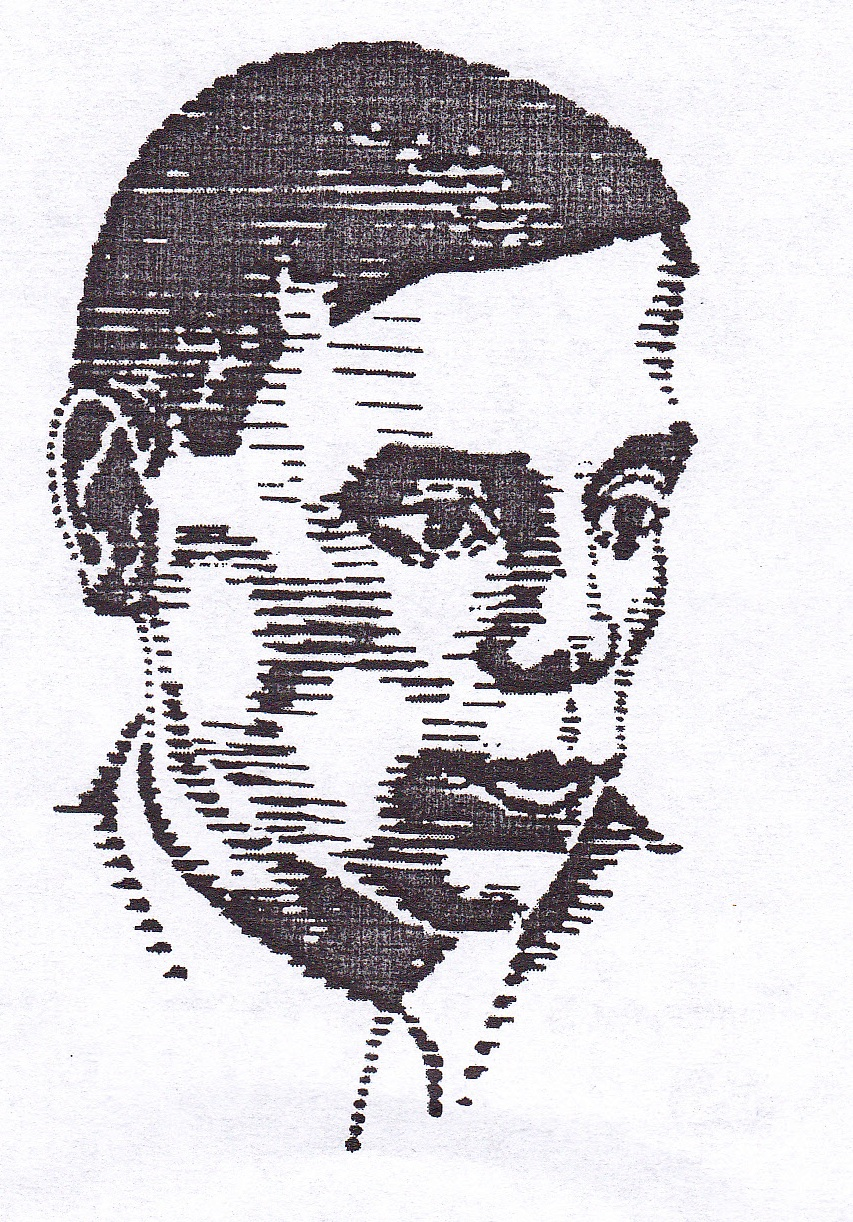
Jonas Aistis

Jonas Aistis (als Jonas Aleksandravičius; * 7. November 1904 in Kampiškės, heute: Rajongemeinde Kaunas; † 13. Juni 1973 in Washington, D.C.) war ein litauischer Dichter und Essayist.

## Leben
Jonas Aleksandravičius wurde am 7. November in Kampiškės, im Panemunės Distrikt, Bezirk Kaunas geboren. Seinen Geburtsnamen legte er 1952 ab und nannte sich offiziell Aistis. Im Jahre 1927 machte er seinen Abschluss am Aušros-Gymnasium Kaunas. An der Vytautas-Magnus-Universität in Kaunas studierte er Lituanistik.
1936 setzte er sein Studium an der Universität Grenoble fort. 1944 promovierte Aistis in Grenoble mit einer Dissertation über die Übersetzung biblischer Texte. Darauffolgend arbeitete er für eine kurze Zeit als Archivar in Nizza und dann für die Nationalbibliothek Frankreichs in Paris, bis er 1946 in die USA auswanderte. Dort unterrichtete er Litauisch und Französisch am Marianapolis College in Thompson (Connecticut). Von 1952 bis 1958 arbeitete er zudem für Radio Free Europe. 1958 schließlich wechselte er zur Library of Congress, wo er bis zu seinem Tode arbeitete.

## Dichtung
Aistis beschäftigte sich mit Volksliedern und Märchen (z. B. von Wilhelm Hauff), des Weiteren mit den Dichtern Alexander Blok, Sergei Jessenin und Rainer Maria Rilke. Er orientierte sich auch an der Neuromantik und schuf melodische Gedichte. Er vertrat die Idee der Katharsis als bleibendem Wert der Poesie.
Für sein Werk „Užgese chimeros akys“ (Erloschen sind der Chimäre Augen) (1937) erhielt Aistis von der Republik Litauen den Staatspreis. Laut Alfonsas Nyka-Niliūnas hatte bis auf das Werk „Frühlingsstimmen“ von Maironis kein anderes Buch eines jungen Dichters mehr Einfluss auf die litauische Poesie. Besonders beliebt waren Aistis’ Gedichte bei der Jugend.
Nach der Besetzung Litauens durch die Sowjetunion 1940 und wiederum nach 1944 waren die Gedichte von Aistis wegen der „antisowjetischen“ Inhalte verboten und tabuisiert.

## Werke
- Eilėraščiai (1932),
- Imago mortis (1934),
- Dievai ir smūtkeliai (1935),
- Intymios giesmės (1935),
- Užgesę chimeros akys (1937)
- Be tėvynės brangios (1942),
- Nemuno ilgesys (1947),
- Sesuo buitis (1951),
- Apie laiką ir žmones (1954),
- Kristaliniam karste (1957);
- Laisvės kovų dainos (1962),
- Milfordo gatvės elegijos (1969).